# المصور (مجلة)

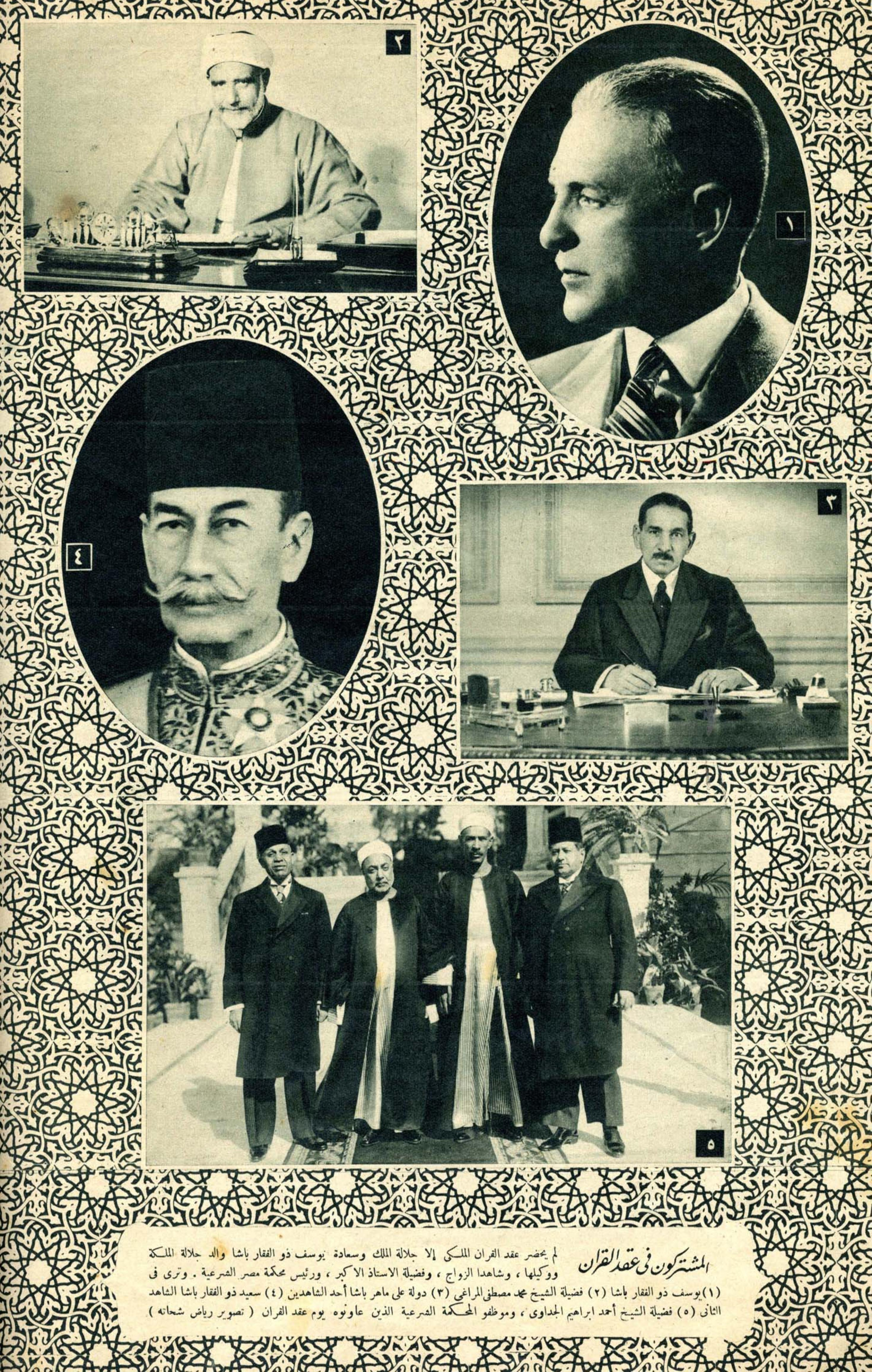
صورة من أحد أعداد المصور الصادرة سنة 1939 وفيها المشتركون في عقد القران الملكي بين الملك فاروق الأول والملكة فريدة

مجلة المصور هي واحدة من أقدم المجلات التي أصدرتها دار الهلال، حيث صدر عددها الأول في 24 أكتوبر 1924 وواكب ذلك مجموعة من الأحداث في مصر والوطن العربي سجلتها المجلة وتابعتها بالكلمة والصورة بشكل أكسبها شعبية واضحة بين القراء. وقد تولى رئاسة تحريرها عدد من رواد الإعلام في مصر أبرزهم إميل وشكري زيدان، فكري أباظة، علي أمين، أحمد بهاء الدين، صالح جودت، أمينة السعيد ومكرم محمد أحمد.كما ترأس تحريرها أحمد أيوب المتحدث بأسم لجنة استرداد أراضي الدولة المنهوبة التي يراسها مستشار رئيس الجمهورية إبراهيم محلب . وحاليا يرأس تحريرها عبد اللطيف حامد والذي أصدر في اولي سنوات توليه المصور المئوي وهو عدد تذكاري هام جدا يحكي تاريخ المصور في ١٠٠ عام .و ما زالت مجلة المصور تصدر أسبوعياً حتى اليوم، إضافة إلى موقعها الإلكتروني.